# Dom Gotycki w Puławach

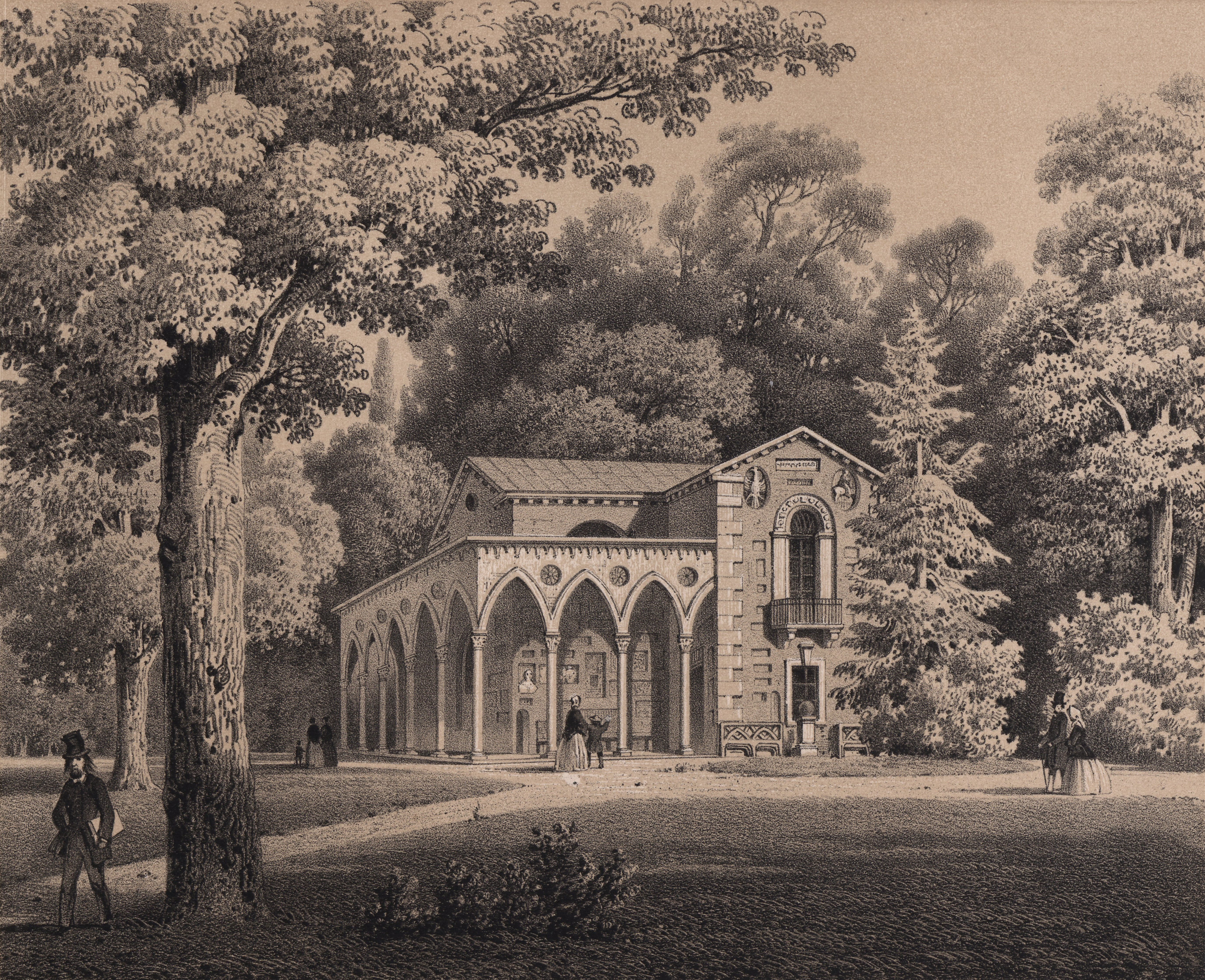
Dom Gotycki na litografii Adama Lerue (ok. 1858)

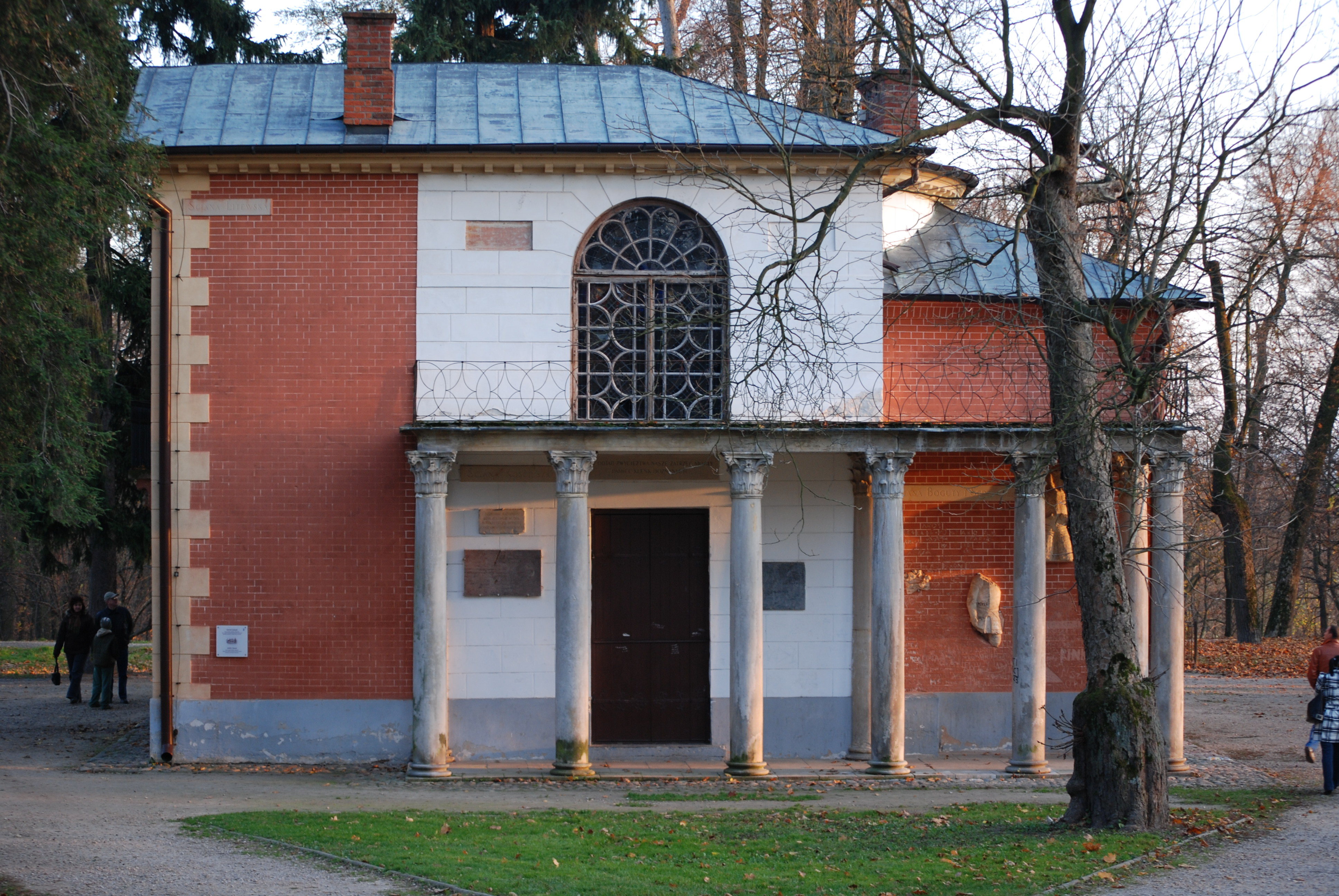
Dom Gotycki od strony pałacu Czartoryskich

Dom Gotycki w Puławach – niewielki neogotycki budynek wchodzący w skład zespołu pałacowo-parkowego przy pałacu Czartoryskich w Puławach. Ze względu na rozmiary zwany też jest Domkiem Gotyckim.

## Historia
Dom Gotycki został wybudowany w latach 1801−1809. Powstał według projektu Chrystiana Piotra Aignera na fundamentach dawnego barokowego pawilonu ogrodowego zniszczonego przez wojska rosyjskie w 1794. Usytuowany jest w niewielkim obniżeniu terenu na końcu parkowej alei wejściowej. Wykorzystano w jego budowie, część wmurowując w nowe ściany, zgromadzone przez księżną Izabelę Czartoryską lapidarialne fragmenty przywiezione z Włoch i Hiszpanii lub zabrane z historycznych miejsc i budowli w Polsce.
Postawiony został z myślą o rozszerzeniu zbiorów narodowych gromadzonych w położonej obok Świątyni Sybilli i lokowania w nim kolekcji sztuki światowej. Powierzchnię ekspozycyjną stanowiły zarówno ściany zewnętrzne z wmurowanymi historycznymi elementami kamiennymi (częściowo zachowane), jak i wnętrza.
Po upadku powstania listopadowego i konfiskacie dóbr Czartoryskich przez rząd carski, większość elementów kamiennych umieszczonych w ścianach została przez Rosjan usunięta i zniszczona. Jeszcze w 1869 rosyjski minister oświaty Dmitrij Tołstoj polecił usunąć wszelkie świadectwa polskości, a wartościowsze rzeczy wywieźć do Petersburga. Te, które zostały odnalezione, wróciły w miarę możliwości na swoje miejsce. Głowy wawelskie w liczbie 24, umieszczone przez księżną Izabelę pod drewnianym stropem gotyckich arkad, w wyniku postanowień traktatu ryskiego wróciły z Rosji i trafiły do Sali Poselskiej na Zamku Królewskim na Wawelu.
Obecny wygląd Domu Gotyckiego różni się od jego wyglądu w czasach świetności. Współcześnie obok budynku znajduje się kamienne źródełko oraz kopia posągu Tankred i Klorynda. Dom Gotycki i zgromadzone w nim zbiory wchodzą w skład Muzeum Regionalnego w Puławach, prowadzonego przez Polskie Towarzystwo Turystyczno-Krajoznawcze.

## Konstrukcja

### Ściany zewnętrzne
Dom Gotycki zbudowano w modnym na początku XIX wieku stylu angielskim. Budynek złożony jest z dwóch skrzydeł przecinających się pod kątem prostym, ozdobiony kolumienkami, na których wspierają się ostrołukowe arkady, zamykające podcienie, z dwóch stron przylegające do ścian budynku. Kolumny i ostrołukowe arkady są wykonane z piaskowca. Jego ściany, pierwotnie z czerwonej cegły, były pokryte prawie w całości fragmentami architektonicznymi i rzeźbami ze starych zamków, kościołów i pałaców, a każda ściana otrzymała nazwę związaną z tymi lapidariami: Kościuszki, Długosza, Żółkiewskiego, Kazimierza Wielkiego, Cyda i Ksymeny, Rzymska, Litewska.
Główne wejście znajduje się w ścianie wschodniej pod arkadami. Do wnętrza prowadziły drzwi żelazne, nad którymi na marmurowej tablicy widniały dwa napisy – fragment Eneidy Wergiliusza (Śunt lacrimae rerum et mentem mortalia tangunt – I pamiątki łzy wyciskają i znikome rzeczy duszę rozczulają) i wiersz Delille'a w języku francuskim z tłumaczeniem:

Que jusque dans ces lieux la gloire a ses honneurs
L'humanite ses droits et la pitie ses pleurs.

Aż w te strony rozniosłaś czyny nasze sławo
I tu do łez litości ma nieszczęście prawo.

Powyżej tablicy umieszczony był także rzeźbiony orzeł polski, pochodzący prawdopodobnie z zamku królewskiego w Łobzowie.
Po przeciwległej stronie, zwróconej ku pałacowi, znajduje się druga galeria zamknięta od zewnątrz również rzędem kolumienek, pozbawionych jednak arkad. Ściana ta ozdobiona była kolumnami pochodzącymi z Pałacu Błękitnego w Warszawie, na których wypisane były słowa: „Oby odtąd zwycięstwa nasze zatrzeć mogły pamięć klęsk doznanych”, oraz nieprzyjacielskimi kulami armatnimi, opatrzonymi datami bitew stoczonych przez wojska polskie ze Szwedami pod Zamościem i Rosjanami pod Racławicami, Szczekocinami, Sandomierzem i Puławami.

### Wnętrza
Wnętrze podzielone było na dwie kondygnacje.

#### Parter
Na parterze otwiera je przedpokój z kolorowym witrażem. Pod gotyckim sklepieniem, w okresie świetności na ścianach zawieszone były portrety poetów polskich, a pod ścianą stała dębowa szafa gdańska.
Za przedsionkiem znajduje się półokrągła sala herbowa, na której środku stoi kolumna dźwigająca belkę stropową z napisem: „Wszystkiemu co los zmienia i co czas pożera, człowiek tkliwem wspomnieniem znikomość odbiera”. Za czasów świetności dworu w Puławach umieszczono tu galerię obrazów i portretów, niekiedy o wysokiej wartości artystycznej, a w gablotkach zbiór starożytnych przedmiotów, pochodzących z różnych części świata (np. z Indii), rozmieszczonych przypadkowo. Nazwa tej sali zawdzięcza swe powstanie szeregowi barwnych polskich herbów rodowych, pokrywających sufit, wspierający się na jednej, pośrodku sali umieszczonej kolumnie.

#### Piętro
Na górę wiodły schody ciosowe wykute z piaskowca. Pierwsze piętro zawierało zbiory uporządkowane i rozdzielone na poszczególne działy. W pierwszej sali znajdowała się zbrojownia, gromadząca okazy broni, w tym również z czasów wypraw krzyżowych. Dalsze dwa pokoje zawierały plafony i cenną posadzkę. Szczególną rolę odgrywała duża sala zwana zieloną lub szmaragdową, z mozaikowym parkietem, boazerią i intarsjowanymi drzwiami. W sali tej znajdowały się kiedyś najcenniejsze eksponaty, m.in. Dama z łasiczką Leonarda da Vinci, Autoportret Rafaela, Miłosierny Samarytanin Rembrandta, a także cenne rękopisy (Psałterz Puławski), stare druki i listy od sławnych ludzi oraz galeria portretów Flemingów, Sieniawskich i Czartoryskich. Współcześnie w sali tej i w przyległym gabineciku znajdują się portrety książąt Czartoryskich: Izabelli, Adama Kazimierza i ich dzieci.